# Shaun White
Shaun Roger White (sinh ngày 3 tháng 9 năm 1986) là một vận động viên trượt ván trên tuyết, trượt ván chuyên nghiệp kiêm nhạc sĩ người Mỹ. Anh đã 3 lần đoạt huy chương vàng Thế vận hội. Anh từng giữ kỷ lục giữ nhiều huy chương vàng X-Games nhất và giành nhiều huy chương vàng Olympic nhất cho một vận động viên trượt ván trên tuyết, và đã giành được 10 giải thưởng ESPY.